# Hemgölen (Kisa socken, Östergötland, 642559-148486)
Hemgölen är en sjö i Kinda kommun i Östergötland och ingår i Motala ströms huvudavrinningsområde.